# Birdie Tebbetts
George Robert Tebbetts dit Birdie Tebbetts, né le 10 novembre 1912 à Burlington (Vermont) et mort le 24 mars 1999, est un joueur et manager américain de baseball. Il évolue comme receveur en ligue majeure de 1936 et 1952 puis devient manager entre 1954 et 1966.
Quatre fois sélectionné au match des étoiles (1941, 1942, 1948, 1949) comme joueur, il est désigné manager de l'année en 1956.